# Northern Ireland Civil Rights Association
Northern Ireland Civil Rights Association, NICRA, var en människorättsorganisation som försökte ge den katolska minoriteten på Nordirland mänskliga rättigheter. Organisationen organiserade bland annat den marsch i Derry som kom att ge upphov till den blodiga söndagen. Efter denna marsch radikaliserades den katolska minoriteten och NICRA började minska till förmån för den militanta grupperingen Provisoriska IRA.